# Nervo subclávio
O nervo subclávio é um pequeno filamento que surge a partir do ponto de junção do quinto e sexto nervos cervicais. Esse ponto é conhecido como ponto de Erb.
O nervo subclávio desce para o músculo subclávio na frente da terceira parte da artéria subclávia e da parte inferior do tronco do plexo braquial, e normalmente é ligado ao nervo frênico por um filamento.

## Imagens adicionais

Plexo braquial, Este diagrama pode ser parcialmente incorreta. O suprascapular nervo contém C5 e C6 inervação, portanto, ele deve ser abaixo do c5 c6 união.
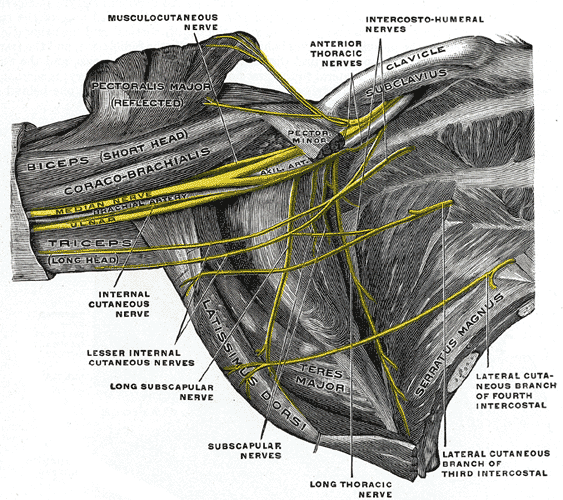
O direito do plexo braquial (infraclavicular parte) na fossa axilar; visto de baixo e na frente.